# سرخه (بستان‌آباد)
سرخه یکی از روستاهای استان آذربایجان شرقی است که در دهستان عباس غربی بخش تیکمه‌داش شهرستان بستان‌آباد واقع شده‌است.این روستا ۷۳ نفر جمعیت دارد.